# Z (игра)
Z (рус. Зэд) — компьютерная игра в жанре стратегии в реальном времени.

## Сюжет
Две технологически развитых цивилизации роботов сражаются за тотальное превосходство, однако истинные причины конфликта между ними не раскрываются. Сражения происходят на пяти планетах с разным ландшафтом. Ландшафты по порядку следования планет в сюжете:
- песчаная пустыня
- вулканическая земля
- снежный край
- болотистая местность
- высокотехнологичный город

Каждая из планет поделена на четыре уровня. Таким образом, оригинальная игра содержит 20 уровней.
Несмотря на почти полное отсутствие сюжета, игра с предложенной концепцией стала классикой RTS.

## Игровой мир
Экономический элемент этой игры отличается от классического, где необходимо добывать ресурсы, с помощью которых возводить здания и создавать армию. Фактически, в Z имеется всего один ресурс: время. Именно время играет ключевую роль в постройке боевых единиц.
Игровое поле разделено на зоны. Каждая зона имеет свою ценность: она ускоряет производство на определённое количество времени. Любой из зон можно овладеть, захватив имеющийся в ней флаг. Зона может содержать (или не содержать) военные здания; все объекты на ней работают на текущего владельца, если он есть. Количество подконтрольных зон определяет скорость производства у обеих сторон. Таким образом, чем больше захваченных территорий, тем быстрее производятся боевые единицы.
Мир Z интерактивен. По словам разработчиков, они хотели сделать так, чтобы игрок мог управлять «LCP» — «Little Computer People» (с англ. — «Компьютерными человечками»). Черты индивидуальности роботов проявляются тогда, когда отряд простаивает. В зависимости от окружающей обстановки роботы могут ловить рыбу или охотиться на диких зверей. Если рядом нет ни воды, ни зверей, то они (в зависимости от вида) пьют пиво, курят, просто сидят, играют в карты или читают книги. У разных видов пехоты разный уровень интеллекта. Так, снайперы в поединке против танка стараются причинить максимальный урон, убегая от ракет и стреляя из винтовок более-менее эффективно, а иногда способны даже прицельно убить водителя, что позволяет захватить вражеское транспортное средство. Роботы с базуками (англ. Tough) медлительны; бывает так, что они не успевают даже выстрелить, убегая из-под огня танка. Ещё более заметна разница в интеллекте, когда роботам приходится думать о том, как обойти препятствие: одни додумываются быстрее других (иногда, находясь в поисках обхода преграды, роботы с низким интеллектом почёсывают голову).
Интерактивность в мир добавляют разрушаемые объекты карты. Заводы, горы и мосты можно взорвать и починить. Гранаты и декоративные объекты, расположенные на карте, взлетают на воздух и падают, тоже взрываясь. На земле остаются кратеры и выбоины. За транспортом тянется след колес или гусениц. В болоте плавают аллигаторы, в городских стоках — гигантские змеи. И те, и другие могут сожрать пробирающихся вброд роботов. Пушки и башни танков крутятся, пехота постоянно двигается, в небе летают птицы. Боевая техника производится или захватывается. Водителя-робота можно выбить и посадить в освободившуюся машину своего. Для ремонта техники предусмотрены ремонтные заводы. Флаги зон колышатся на ветру, куски взорванного завода или разрушенной горы взмывают в воздух. Если роботам удастся выполнить значимую задачу, они ликуют и пританцовывают. Иногда роботы переговариваются с игроком через видеокоммутатор, а также докладывают обстановку с поля боя. Если единица под обстрелом, связь будет нарушаться помехами. Все эти мелочи создают в игре Z сильную атмосферу присутствия, и, как хотели разработчики, значительно оживляют игровой мир.
Если в игре вы получили подавляющее превосходство над противником, ваши роботы могут проявить нетерпеливость, желая победить поскорее (бросая фразы «Чего ты ждёшь?!» и подобные). Если приказать легковооружённому пехотинцу атаковать танк, он может выразить возмущение («Никогда!» или «Ты с ума сошёл?»).

## Цель игры
У каждой армии есть свой штаб — форт. Для победы игроку необходимо:
- либо уничтожить все войска противника
- либо войти во вражеский форт
- либо атаковать форт до тех пор, пока он не взорвётся;

Соответственно, чтобы избежать поражения, нужно предотвратить подобные действия со стороны противника.
Одной из ключевых особенностей игры является концепция «территорий». Местность, на которой ведутся боевые действия, поделена на территории. Первоначально все территории являются нейтральными (ничейными), за исключением территорий, на которых расположены форты противоборствующих сторон. В процессе игры территории могут быть захвачены. Для этого на каждой территории находится флаг. Цвет флага показывает, кому в данный момент принадлежит эта территория. Чтобы захватить территорию, робот или военная техника должны коснуться флага. Захватывая территорию, игрок получает контроль над зданием (или, реже, несколькими зданиями), которое на нём находится. Контроль над территориями без зданий, тем не менее, также важен, поскольку чем большим числом территорий владеет сторона, тем быстрее работают подконтрольные ей заводы и тем больше эффективный радиус радаров (о радарах см. ниже).

## Юниты
У каждого игрока может быть не больше 50 юнитов. После того, как будет произведён 50 юнит, производство юнитов во всех зданиях приостанавливается и продолжается только тогда, когда у игрока будет уничтожен один или несколько юнитов; производство юнитов будет продолжаться до тех пор, пока их опять не станет 50, после чего снова приостановится. Количество юнитов обеих сторон показывается на двух шкалах, находящихся внизу экрана, полосками красного и синего цвета с соответствующим числом юнитов на каждой. У каждого юнита есть радиус обзора, в пределах которого он видит объекты игры и который обозначается кругом, появляющимся вокруг юнита при его выделении и состоящим из красных точек, движущихся по кругу.
Пехота
Все роботы выпускаются отделениями, в которые первоначально может входить от 2 до 4 роботов. Первоначальное количество роботов в отделении зависит от их типа, впоследствии оно может сократиться до одного. В отделение входят роботы только одного типа. Каждое отделение, вне зависимости от количества входящих в него роботов, считается на шкале юнитов за одну боевую единицу.
Техника
Техникой может управлять любой пехотинец.
Орудия
Орудия устанавливаются только на том участке территории, на котором расположено производящее их здание. После установки орудие уже нельзя передвинуть. На одном участке одновременно может находиться не больше четырёх орудий. Если 4 орудия уже установлены (или произведены и готовы к установке) на территории, то производство орудий останавливается. В этом случае игроку нужно самостоятельно выбрать другой тип производства.
В отличие от большинства мобильной техники, стрелок может покинуть орудие (например, чтобы захватить территорию или занять другую технику).

## Оценки
| Сводный рейтинг       | Сводный рейтинг |
| Агрегатор             | Оценка          |
| --------------------- | --------------- |
| GameRankings          | 63,53 %         |
| Русскоязычные издания |                 |
| Издание               | Оценка          |
| «Страна игр»          | 5- из 5         |
| PRO Игры              | 75 %            |